# Belgrado
Belgrado (em sérvio:  Београд/Beograd, pronunciado: [beǒɡrad] (escutarⓘ)) é a capital e maior cidade da Sérvia, e está localizada entre dois cursos de água internacionais, na confluência dos rios Danúbio e Sava, no norte da Sérvia, onde a planície da Panônia se limita com a região da península balcânica. Com uma população de 1 710 000 habitantes (2007), Belgrado é a maior cidade no território da ex-Iugoslávia, a segunda maior cidade sobre o rio Danúbio, bem como a quarta maior do Sudeste da Europa, após Istambul, Atenas e Bucareste.
Uma das cidades mais antigas da Europa, com uma história continuamente documentada por 7 000 anos, Belgrado foi o berço da cultura pré-histórica mais importante da Europa, a cultura Vinča. Na Antiguidade, a cidade foi alcançada pelos gregos, fundada e nomeada pelos celtas como Cidade Branca, nome que ainda ostenta, depois colonizada pelos romanos e definitivamente ocupada por sérvios brancos a partir da década de 600.
Belgrado tem o estatuto de unidade territorial autônoma dentro da Sérvia, com o seu próprio governo. O seu território é dividido em 17 municípios, cada um com sua própria câmara municipal. O distrito abrange 3,6% do território da Sérvia e 24% da população do país vive na cidade. Belgrado é o principal centro econômico, político e cultural da Sérvia.

## História
Estipula-se que os arredores de Belgrado sejam povoados há 7 mil anos, a partir das evidências arqueológicas obtidas em Vinča e outros sítios próximos. A região foi povoada por celtas no século III a.C. e recebeu o nome Singiduno sob ocupação romana. O registro mais antigo da palavra "Belgrado" data do ano 878. O local seria governado pelos sérvios apenas em 1284, sob o Rei Estêvão Dragutino. Entre 1404 e 1427, a cidade viveu um surto de crescimento cultural e comercial, tornando-se a capital do Império da Sérvia sob o regime do déspota Estevão Lazarević. Depois, seria sucessivamente ocupada, construída e destruída pelo Império Otomano e Império Austro-Húngaro. No decorrer de sua história longa e conturbada, a cidade foi conquistada por mais de 40 exércitos e foi reconstruída das cinzas 38 vezes. Foi capital da ex-Iugoslávia.

### De Singiduno à conquista otomana

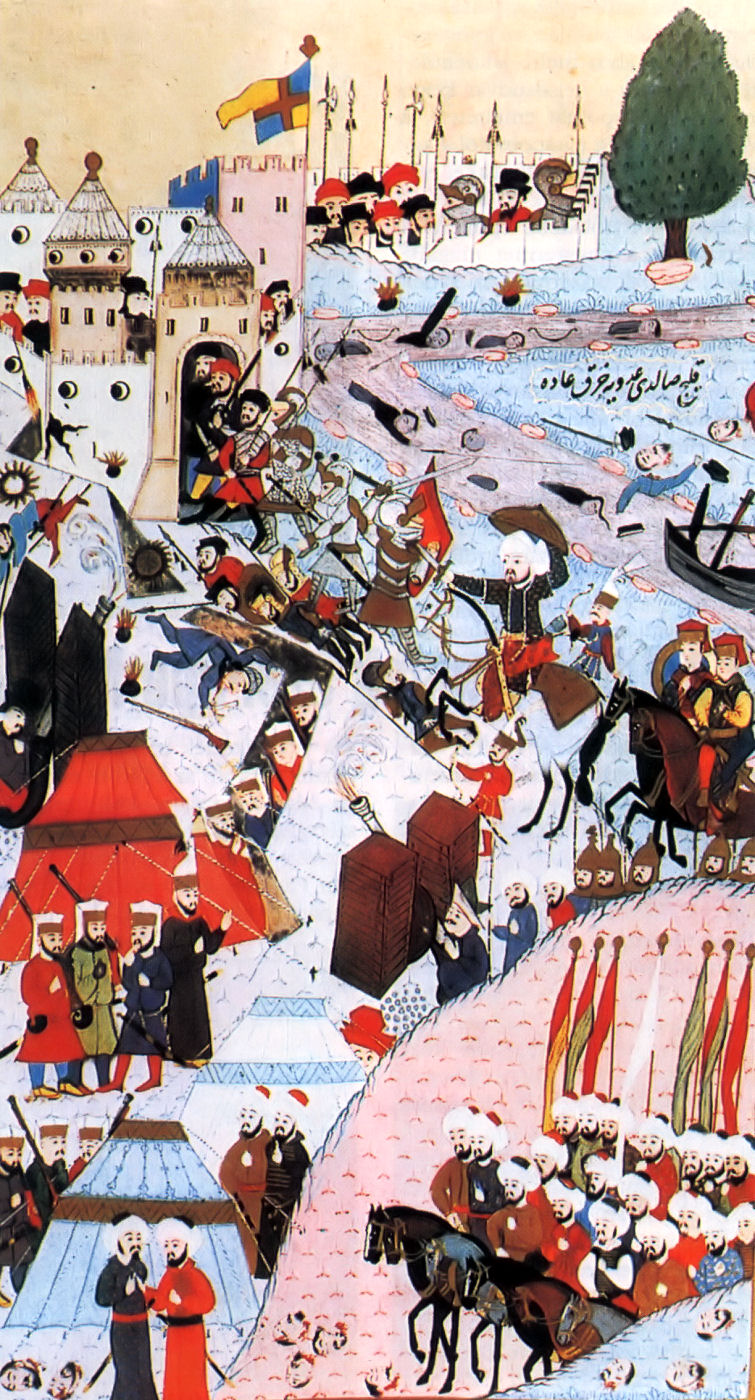
O Cerco de Belgrado (1456)

A cultura de Vinča, que dominou os Bálcãs desde cerca de 5 000 a.C., deixou evidências da sua presença no território de Belgrado e de áreas vizinhas. A partir do século III a.C., Houve uma liquidação celta e mais tarde romana, com a fundação da cidade de Singiduno (em latim: Singidunum), que mais tarde passou para as mãos do Império Bizantino.
Singiduno sofreu sucessivas invasões dos hunos, sármatas, ostrogodos e ávaros antes da chegada dos eslavos em 630. O nome "Belgrado" foi mencionado pela primeira vez no ano de 878, pelo Primeiro Império Búlgaro. Nos quatro séculos que se seguiram, a posse da cidade foi disputada pelo Império Bizantino, pelo Reino da Hungria e pelo Primeiro Império Búlgaro. Em 1284, foi integrada à entidade sérvia do Reino da Sírmia, sendo governada por Estêvão Dragutino (1276-1282), o primeiro rei sérvio de Belgrado, que a recebeu como um dote do seu padrasto, o rei da Hungria, Ladislau IV.
Após a derrota na Batalha de Maritsa em 1371, e, em seguida, na Batalha do Cosovo em 1389, o Império Sérvio começou o seu declínio, com a conquista do território do sul pelos otomanos. No entanto, o norte foi capaz de manter a sua independência, sob a forma do Despotado da Sérvia, com capital em Belgrado.
A cidade prosperou durante o governo dos déspotas, como Estêvão Lazarević, filho de Lázaro Hrebeljanović, governante sérvio que perdeu a vida na Batalha do Cosovo. As suas antigas muralhas, castelos, igrejas e portos foram refortificados, o que ajudou a resistir à pressão das forças otomanas durante quase 70 anos. Nessa altura, com uma população entre 40 e os 50 mil habitantes, Belgrado tornou-se uma cidade de refúgio para pessoas em fuga do domínio dos otomanos nos Balcãs. Durante o reinado de Jorge da Ráscia, quando a maior parte do território do despotado ficou sob jugo otomano, Belgrado pediu ajuda ao Reino da Hungria. O ataque das forças otomanas, para as quais Belgrado constituía um obstáculo no caminho para a Europa Central, ocorreu em 1456 e culminou na batalha do Cerco de Belgrado (1456), na qual o exército sérvio, sob o comando de João Corvino venceu.

### Império Otomano
Liderados por Solimão, o Magnífico, os otomanos conseguiram entrar em Belgrado, a 28 de agosto de 1521. A cidade foi saqueada e queimada, permitindo avanço em direção à Europa Ocidental e ameaçando o Sacro Império Romano, o que resultou no primeiro Cerco de Viena. Belgrado tornou-se a capital do sanjaco, a circunscrição administrativa do Império Otomano para a Sérvia, e por mais de 150 anos gozou de um período de calmaria que permitiu o florescimento do comércio, particularmente com as cidades-estado de Ragusa (atual Dubrovnique) e Veneza, bem como com a Grécia e a Áustria. Com muitos artesãos de diferentes grupos étnicos, como os armênios, os turcos e os ciganos, e renovada com uma nova aparência elogiada pela arquitetura oriental, Belgrado tornou-se um ponto de conexão das rotas comerciais entre o oriente e o ocidente atingiu o seu pico no século XVII. Nessa época, Belgrado contava já com uma população de 100 000 pessoas. No final do século XVI, surgiram os primeiros sinais de recrudescimento de tensões na região, como o episódio da Insurreição do Banato em 1594, a maior revolta dos sérvios frente à ocupação otomana. A repressão das autoridades otomanas, após a neutralização dos rebeldes, se voltou contra a população cristã e os seus símbolos, queimando igrejas e as relíquias de São Sava em Vrátchar, onde mais tarde foi edificado um grande templo ortodoxo, o Templo de São Sava, em sua memória.
No final do século XVII, Belgrado foi atingida pela peste, que varreu a Europa e as rebeliões da janízaros, que contribuiu para a estagnação da cidade. O lugar se tornou palco das sucessivas campanhas militares entre os austríacos e os otomanos, que foi temporariamente ocupada pelas tropas habsburgas entre 1688 e 1690, e depois entre 1717 e 1739, e pelas forças dos Habsburgo-Lorena entre 1789-1791, até voltar ao controle otomano. Durante este período, a cidade foi parcialmente despovoada, como resultado dos movimentos das populações deslocadas desde a migração de sérvios, através do qual centenas de milhares de pessoas, liderados pelos seus patriarcas religiosos, refugiaram-se nas terras da Voivodina e na moderna Eslavônia, no então Sacro Império Romano, em 1690 e de 1737 a 1739 A Primeira Insurreição Sérvia permitiu o controlo da cidade pelos sérvios entre 1806 e 1813, quando foi retomada pelos otomanos.
Em 1817, Belgrado passou a ser a capital do Principado da Sérvia, organismo autônomo criado sob suserania do Império Otomano. Mas, pouco tempo depois, a corte se transferiu para Kragujevac, entre 1818 e 1841.

### Independência da Sérvia
Após a retirada das últimas guarnições militares otomanas, em 1867, o Miguel III mudou novamente a capital de Kragujevac para Belgrado. No ano de 1878, foi proclamando o Reino da Sérvia, garantindo a independência em última instância, o que favoreceu um rápido desenvolvimento do município, de vocação regressaram às suas rotas comerciais que atravessam os Bálcãs. Apesar da lentidão da industrialização do país, lançou-se a abertura de uma via férrea, para Niš, a segunda maior cidade do reino, e uma economia agrícola, o que fez a cidade que contava com apenas 69.100 habitantes em 1900, aumentar para 80 000 em 1905, e ultrapassando novamente os 100 000, às vésperas da eclosão da Primeira Guerra Mundial.
Naquela época, a cidade sofreu uma notável vitalidade cultural com a presença dos Irmãos Lumière, que realizaram na cidade em junho de 1896, o primeiro filme a mostrar os Balcãs. No mesmo ano, Johann Strauss, Jr realizou um concerto na cidade.

### Primeira Guerra Mundial e períodoentre-guerras
Durante a Primeira Guerra Mundial, a 29 de julho de 1914, Belgrado foi bombardeada a partir de barcaças ou monitores e foi ocupada a 30 de novembro pelo exército austro-húngaro, comandado por Oskar Potiorek. No entanto, a 15 de dezembro do mesmo ano, as tropas do marechal Radomir Putnik retomaram o controle da cidade até que ela foi novamente ocupada pelos austríacos a 9 de outubro de 1915, desta vez com apoio do exército alemão do campo marechal August von Mackensen. Muitas estruturas e edifícios da cidade estavam danificados ao final da batalha iniciada no dia 6 de outubro. A cidade permaneceu sob controlo austro-húngaro até quase ao final do conflito, quando sérvios e as tropas francesas sob o comando do marechal Louis d'Franchet Espérey e do príncipe Alexandre entraram na cidade a 5 de novembro de 1918.
Durante as décadas de 1920 e 1930, Belgrado sofreu um rápido desenvolvimento e modernização enquanto capital do Reino da Iugoslávia, crescendo para 239.000 habitantes em 1931, incluindo o Zemun, até então parte do território austro-húngaro, e 320 000 em 1940, com uma taxa média de crescimento de 4,08% ao ano, entre 1921 e 1948.
Aeroporto de Belgrado começou a operar em 1927, e, em 1929, a primeira estação de rádio iniciou as transmissões.

### Segunda Guerra Mundial

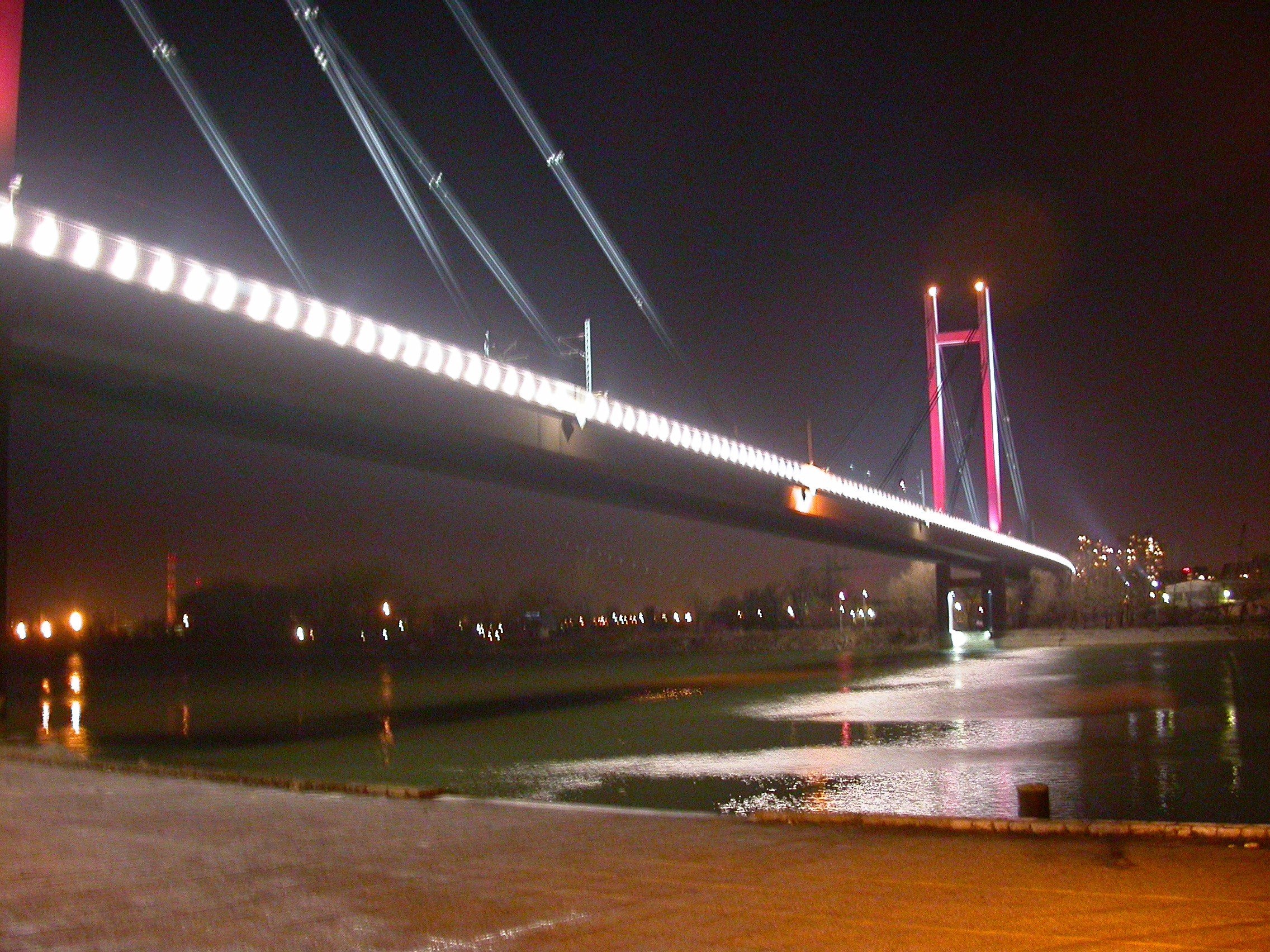
Ponte férrea de Belgrado

A 25 de março de 1941, o governo do regente príncipe Paulo, assinou o Pacto Tripartite (sérvio: Trojni pakt), a adesão ao Eixo na Segunda Guerra Mundial, em uma tentativa de manter o país fora do conflito. No entanto, a iniciativa foi respondida apenas por uma percentagem significativa da população que a 27 de março manifestou-se nas ruas com o slogan "Antes a guerra que o pacto". O descontentamento tornou-se uma "mossa" nas forças lideradas pelo general Dušan Simović, comandante da Força Aérea, e que organizou um golpe de estado e foi proclamado rei, o Príncipe Pedro, então com 17 anos, mas esta era a idade legal (suficiente) para ser declarado monarca. Este facto levou à intervenção directa do Terceiro Reich cuja Luftwaffe, bombardeou a 6 de abril de 1941 a cidade de Belgrado, matando 1 400 pessoas. A Biblioteca Nacional foi destruída juntamente com 300 000 livros e manuscritos da Idade Média, mais de 1,3 mil deles datados do século XII e XVIII. A Iugoslávia foi invadida pela Wehrmacht e os seus aliados italianos, húngaros e búlgaros, e os seus territórios foram incorporados no estado fantoche ocidental nazista do Estado Independente da Croácia.

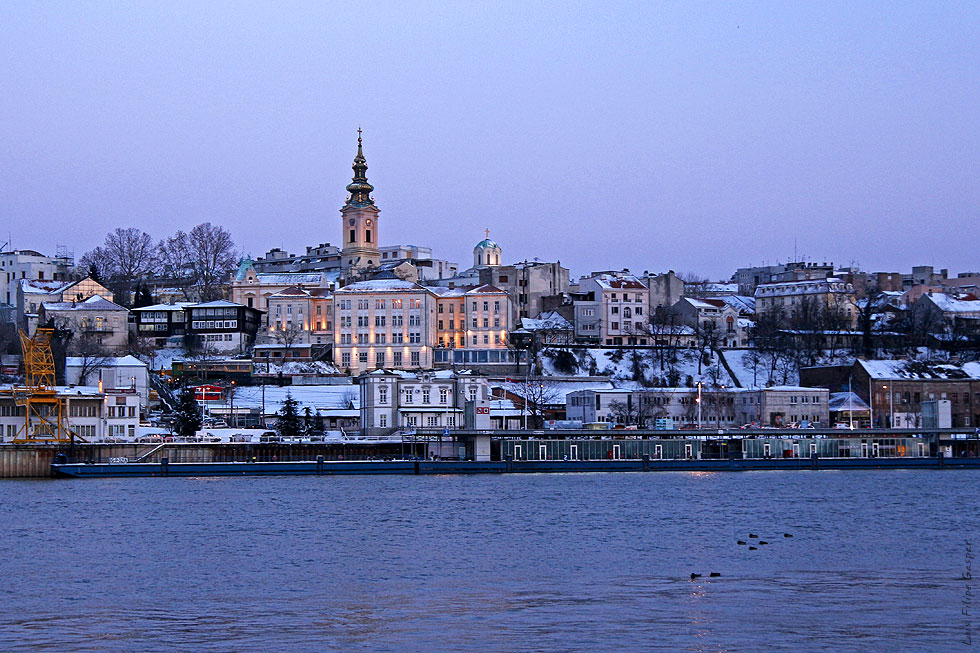
Centro histórico de Belgrado e o rio Sava

Durante o verão e o outono de 1941, em retaliação pela guerrilha em ataques sérvios, os alemães, nas ordens do governador militar, o general Franz Böhme, aplicou a regra de tiro de 100 cidadãos sérvios e judeus para cada alemão morto. Após o estabelecimento do governo "aliado" do general Milan Nedić, Belgrado foi a sede do governo durante a guerra.
A cidade foi bombardeada pela segunda vez a 16 e 17 de abril de 1944, pelos  Aliados, matando mais de 2 mil pessoas. Tanto este, como o bombardeamento alemão de 1941, ocorreram no dia da Páscoa da Igreja Ortodoxa Sérvia.
Em 20 de outubro de 1944, as forças dos partizans (comunistas) e o Exército Vermelho soviético, conseguiram expulsar os alemães que ocuparam uma parte da cidade. Na sequência do fim da guerra, a 29 de novembro de 1945, o marechal Josip Broz Tito proclamada a República Socialista Federativa da Jugoslávia, em Belgrado. O coronel Draža Mihailović foi julgado e executado em Belgrado, em 1946.
Durante a II Guerra Mundial, Belgrado perdeu cerca de 50 000 habitantes seja por êxodo ou mortes, e sofreu uma destruição e danos materiais incalculáveis.

### Belgrado, capital da Iugoslávia de Tito
Na era pós guerra, Belgrado, mais uma vez, recuperou as suas taxas de crescimento e como capital da nova Jugoslávia, beneficiou com o desenvolvimento, como um centro industrial do país. Em 1958, o primeiro canal de televisão estatal iniciou as suas emissões. Em 1961, realizou-se o Congresso dos Países Não Alinhados, com Tito como o presidente.
Em 1968, realizaram-se grandes manifestações estudantis contra  Tito, o que resultou em vários confrontos entre estudantes e policiais.
Em 1972, Belgrado foi o epicentro do último grande surto de varíola na Europa, o que poderia ser controlado através da quarentena e da vacinação maciça da população.

### Belgrado: 1991-1999
A 9 de março de 1991 tiveram lugar, as manifestações maciças contra o regime de Slobodan Milošević, sob a liderança de Vuk Draskovic. Duas pessoas morreram, 203 ficaram feridas e 108 foram presas. Segundo estimativas de vários meios de comunicação, as manifestações foram marcadas pela presença de entre 100 mil e 150 mil pessoas. O regime levou os tanques para as ruas para restabelecer a ordem naquele dia.
Após a suposta fraude nas eleições municipais, realizaram-se manifestações diárias entre novembro de 1996 e fevereiro de 1997, contra o regime de Slobodan Milošević. Estas manifestações deram os seus frutos - Zoran Djindjic tornou-se prefeito de Belgrado, o primeiro prefeito em 50 anos que não pertencia à Liga dos Comunistas da Jugoslávia, ou a sua sucursal, o Partido Socialista da Sérvia.
A 24 de março de 1999, mais uma vez na sua perturbada história, Belgrado foi alvo de bombardeios, desta vez pelas forças aéreas da OTAN, tendo como pretexto a Guerra do Kosovo em 1999. Edifícios de Administração e instalações sofreram danos significativos assim como os Ministérios da Administração Interna, o Estado-Maior da Nação, a destruição da  Rádio-Televisão da Sérvia (que matou 16 técnicos), vários hospitais, o Hotel Jugoslavija, a Torre Ušće, a torre de televisão de Avala, e o edifício da embaixada chinesa (todos estes ficaram seriamente danificados, assim como muitos outros edifícios da cidade de Belgrado).

### Belgrado desde 2000
Depois de outra tentativa de fraude eleitoral por parte de Slobodan Milošević nas eleições de 2000, teve lugar em Belgrado as maiores manifestações em termos de presenças na história moderna da Sérvia que levou à derrocada final de Slobodan Milošević, no histórico dia 5 de outubro de 2000.

### Denominações
Refletindo a história da cidade, como um herói dos litígios, entre os poderes que dominou a região e as aspirações de independência da Sérvia, a cidade tem sido conhecida por diferentes nomes:
| Nome                               | Notas |
| ---------------------------------- | --- |
| Singidūn(on)                       | Chamada assim pela tribo celta dos escordiscos; dūn(on) significa 'alojamento, recinto'; 279 a.C.                                                                 |
| Singiduno                          | Os romanos conquistaram a cidade e romanizaram o nome. |
| Beograd, Београд                   | Nome eslavo, mencionado pela primera vez em 878, como Beligrad na carta do Papa João VIII, a Boris da Bulgaria, que significa "Cidade branca / fortaleza branca". |
| Alba Graeca                        | Tradução latina |
| Alba Bulgarica                     | Nome latino abaixo do búlgaro |
| Fehérvár                           | Tradução húngara |
| Weißenburg y Griechisch Weißenburg | Tradução alemã |
| Castelbianco                       | Tradução italiana |
| Nandoralba                         | Na Hungria medieval até ao século XIV |
| Nándorfehérvár                     | Na Hungria medieval |
| Landorfehérvár                     | Na Hungria medieval |
| Veligradon                         | Nome bizantino |
| Veligradi, Βελιγράδι               | Nome grego |
| Dar Ul Jihad                       | Nome otomano, que significa Morada da Guerra |
| Belgrat                            | Nome turco |
| بلغراد                             | Nome árabe |

## Geografia

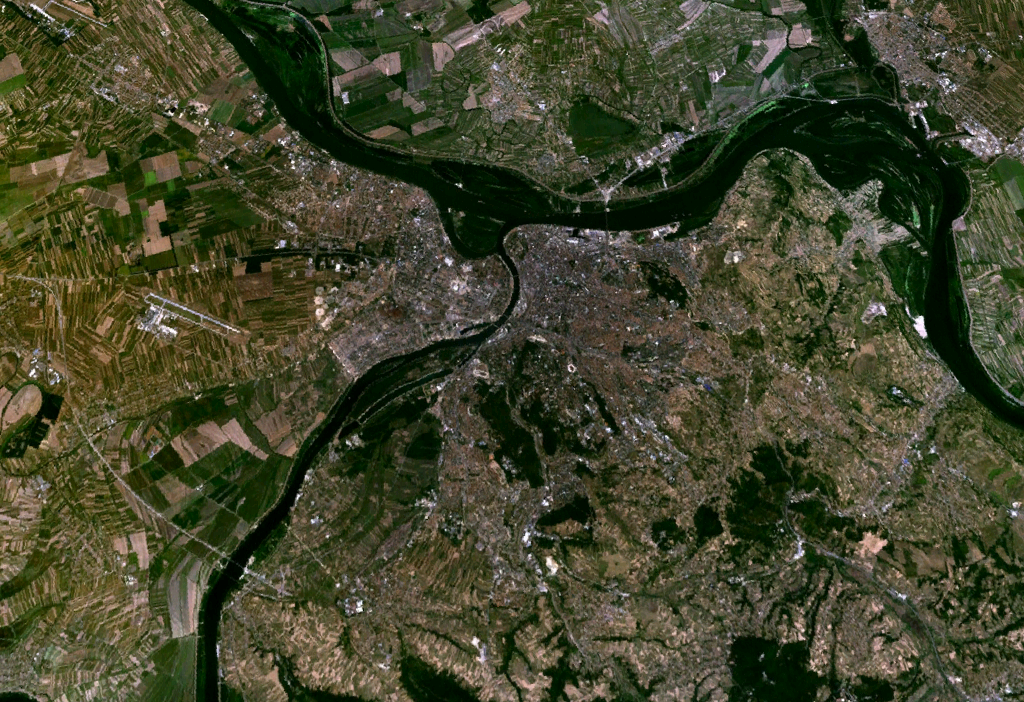
Vista de satélite de Belgrado

### Geografia física
Situada na confluência do rio Sava com o rio Danúbio, sobre a planície da Panônia na península Balcânica, Belgrado localiza-se nas seguintes coordenadas: 44°49'14" norte 20°27'44" leste, com uma altura média sobre o nível do mar de 116,75 metros.

### Clima
O clima de Belgrado é do tipo continental temperado com uma média anual de temperaturas de 12,5 °C. O mês mais quente é o mês de julho, com uma média de 23 °C. As precipitações anuais ocorrem, em média, durante 139 dias do ano, e são de aproximadamente 700 mm. A média das horas de Sol anuais é de 2 111,9 horas, sendo os meses de julho e agosto, os de maior ensolação, com uma média de dez horas, embora dezembro e janeiro sejam os meses menos ensolarados, com uma média de 2 a 2,3 horas. A umidade relativa do ar média anual é de 68%.
| Dados climatológicos para Belgrado                                    | Dados climatológicos para Belgrado | Dados climatológicos para Belgrado | Dados climatológicos para Belgrado | Dados climatológicos para Belgrado | Dados climatológicos para Belgrado | Dados climatológicos para Belgrado | Dados climatológicos para Belgrado | Dados climatológicos para Belgrado | Dados climatológicos para Belgrado | Dados climatológicos para Belgrado | Dados climatológicos para Belgrado | Dados climatológicos para Belgrado | Dados climatológicos para Belgrado |
| Mês                                                                   | Jan                                | Fev                                | Mar                                | Abr                                | Mai                                | Jun                                | Jul                                | Ago                                | Set                                | Out                                | Nov                                | Dez                                | Ano                                |
| --------------------------------------------------------------------- | ---------------------------------- | ---------------------------------- | ---------------------------------- | ---------------------------------- | ---------------------------------- | ---------------------------------- | ---------------------------------- | ---------------------------------- | ---------------------------------- | ---------------------------------- | ---------------------------------- | ---------------------------------- | ---------------------------------- |
| Temperatura máxima recorde (°C)                                       | 20,7                               | 23,9                               | 28,8                               | 32,2                               | 34,9                               | 37,4                               | 43,6                               | 40,0                               | 37,5                               | 30,7                               | 28,4                               | 22,6                               | 43,6                               |
| Temperatura máxima média (°C)                                         | 4,6                                | 7,0                                | 12,4                               | 18,0                               | 23,5                               | 26,2                               | 28,6                               | 28,7                               | 23,9                               | 18,4                               | 11,2                               | 5,8                                | 17,4                               |
| Temperatura média (°C)                                                | 1,4                                | 3,1                                | 7,6                                | 12,9                               | 18,1                               | 21,0                               | 23,0                               | 22,7                               | 18,0                               | 12,9                               | 7,1                                | 2,7                                | 12,5                               |
| Temperatura mínima média (°C)                                         | −1,1                               | −0,1                               | 3,7                                | 8,3                                | 13,0                               | 15,8                               | 17,5                               | 17,6                               | 13,5                               | 9,0                                | 4,2                                | 0,2                                | 8,5                                |
| Temperatura mínima recorde (°C)                                       | −26,2                              | −15,4                              | −12,4                              | −3,4                               | 2,5                                | 6,5                                | 9,4                                | 6,7                                | 4,7                                | −4,5                               | −7,8                               | −13,4                              | −26,2                              |
| Precipitação (mm)                                                     | 46,9                               | 40,0                               | 49,3                               | 56,1                               | 58,0                               | 101,2                              | 63,0                               | 58,3                               | 55,3                               | 50,2                               | 55,1                               | 57,4                               | 690,9                              |
| Dias com chuva                                                        | 13                                 | 12                                 | 11                                 | 13                                 | 13                                 | 13                                 | 10                                 | 9                                  | 10                                 | 10                                 | 12                                 | 14                                 | 139                                |
| Humidade relativa (%)                                                 | 78                                 | 71                                 | 63                                 | 61                                 | 61                                 | 63                                 | 61                                 | 61                                 | 67                                 | 71                                 | 75                                 | 79                                 | 68                                 |
| Insolação (h)                                                         | 72,2                               | 101,7                              | 153,2                              | 188,1                              | 242,2                              | 260,9                              | 290,8                              | 274,0                              | 204,3                              | 163,1                              | 97,0                               | 64,5                               | 2 111,9                            |
| Fonte: Serviço Hidrometeorológico da República da Sérvia (1981–2010). |                                    |                                    |                                    |                                    |                                    |                                    |                                    |                                    |                                    |                                    |                                    |                                    |                                    |

### Geografia humana
A cidade velha, junto ao castelo medieval do Kalemegdan, fica na margem direita do rio Sava e do Danúbio. Conforme a cidade crescia, expandia-se em direcção à margem esquerda do Sava, atingindo os então municípios separados de Nova Belgrado e Zemun. Desde meados do século XX, Belgrado cresceu tanto que acabou incorporando estes dois últimos.
A área urbana da cidade abrange 359,96 quilômetros quadrados, e abrange uma área metropolitana a de 3 222,68 quilômetros quadrados, que é dividida em 17 municípios, dos quais dez são urbanos e sete periféricos. Esta área representa 3,6% do território da República.
A área metropolitana alberga uma população de 1 166 763 habitantes que representa 21% da população sérvia, sendo por  isso, também  a quarta cidade mais povoada do sudeste da Europa, depois de Istambul, Atenas e Bucareste.
Belgrado faz fronteira com a província autónoma de Vojvodina (distrito de Srem, Banato central e do sul), a leste com o distrito de Podunavlje, a sudeste com o distrito de Šumadija, a sudoeste com o distrito de Kolubara e a oeste com o distrito de Mačva.
Belgrado, como muitas cidades, é considerada a travessia entre as linhas de comunicação entre a Europa do leste e oeste.

## Subdivisões
A cidade é dividia em 17 municipalidades, dez urbanas e sete suburbanas. Enquanto cada uma tem seu próprio conselho local, as municipalidades suburbanas têm os poderes municipais ligeiramente expandidos, principalmente quanto a construções, planejamento da cidade e serviços públicos.
A maioria das municipalidades estão situadas na zona sul dos rios Danúbio e Sava, na região de Šumadija. Três municipalidades (Zemun, Novi Beograd e Surčin) se localizam na margem norte do Sava, na região de Syrmia e a municipalidade de Palilula, transpondo o Danúbio, fica tanto na região de Šumadija quanto em Banat.
| Nome                                                | Área (km²) | População (1991)                       | População (2002) | Urbano/Suburbano |
| --------------------------------------------------- | ---------- | -------------------------------------- | ---------------- | ---------------- |
| Barajevo                                            | 213        | 20,846                                 | 24,641           | Suburbano        |
| Čukarica                                            | 156        | 150,257                                | 168,508          | Urbano           |
| Grocka                                              | 289        | 65,735                                 | 75,466           | Suburbano        |
| Lazarevac                                           | 384        | 57,848                                 | 58,511           | Suburbano        |
| Mladenovac                                          | 339        | 54,517                                 | 52,490           | Suburbano        |
| Nova Belgrado ("Novi Beograd")                      | 41         | 218,633                                | 217,773          | Urbano           |
| Obrenovac                                           | 411        | 67,654                                 | 70,975           | Suburbano        |
| Palilula                                            | 451        | 150,208                                | 155,902          | Urbano           |
| Rakovica                                            | 31         | 96,300                                 | 99,000           | Urbano           |
| Colina do Sava                                      | 14         | 45,961                                 | 42,505           | Urbano           |
| Sopot                                               | 271        | 19,977                                 | 20,390           | Suburbano        |
| Cidade Velha de Belgrado                            | 5          | 68,552                                 | 55,543           | Urbano           |
| Surčin                                              | 285        | Part of Zemun municipality until 2004. | 55,000 (est.)    | Suburbano        |
| Voždovac                                            | 148        | 156,373                                | 151,768          | Urbano           |
| Vračar                                              | 3          | 67,438                                 | 58,386           | Urbano           |
| Zemun                                               | 154        | 176,158                                | 136,645          | Urbano           |
| Zvezdara                                            | 32         | 135,694                                | 132,621          | Urbano           |
| TOTAL                                               | 3227       | 1,552,151                              | 1,576,124        |                  |
| Fonte: Gabinete de Estatísticas da Republica Sérvia |            |                                        |                  |                  |

## Símbolos

### Bandeira
A bandeira de Belgrado é o escudo de Belgrado sem o brasão, ocupando toda a superficie da bandeira que tem a forma de um quadrado.

### Brasão
O escudo de Belgrado foi mencionado pela primeira vez em 1403, nos tempos do filho do príncipe Lázaro (Estêvão Lazarević), quando Belgrado se tornou a capital do reino. Em Belgrado existem três escudos oficiais: o pequeno, o médio e o grande.

#### Escudo pequeno
O escudo pequeno tem a forma de um brasão de armas. De cor azul, com muralhas brancas e uma torre, o chão de cor vermelha e duas faixas brancas ondulado, representando os rios Danúbio e Sava.

#### Escudo médio
O escudo médio de Belgrado é igual ao pequeno, mas com uma coroa de ouro e uma tiara decorada com pedras preciosas.

#### Escudo grande
O escudo grande representa uma grande águia branca com a língua e as patas de cor   ouro .  Uma pata segura a prata com o punho da espada dourada e as maçãs e a outra, o ramo de oliveira. No peito da águia está o escudo pequeno de Belgrado, em cima da águia, a coroa de tiara com pedras preciosas. Abaixo da águia há um ramo de carvalho com o primeiro brasão conhecido da cidade no meio. Em ambos os lados do escudo são as medalhas que a cidade recebeu durante a sua história - para a direita, a medalha da Estrela de Jorge Negro com espadas,  Medalha de 4º grau e da Legião de Honra Francesa, de 5º grau, e à esquerda, o Herói Nacional, a Medalha Cruz de Guerra e da Tchecoslováquia.
|  |  |  |

## Transportes
Belgrado conta com 112 linhas de ônibus, 12 linhas de bondes e 8 linhas de ônibus elétricos. Passagens podem ser adquiridas diretamente com os motoristas (120 RSD) ou em quiosques (78 RSD). O controle de passagens é feito esporadicamente pelos funcionários das respectivas companhias operadoras. Belgrado concentra um nó ferroviário que permite conexões com as principais capitais da Europa. O Aeroporto Internacional Nikola Tesla voltou receber um número progressivamente maior de voos depois da retirada, em 2000, das sanções econômicas impostas à antiga Iugoslávia pela ONU.
Estradas de grande porte oferecem acesso a Novi Sad (norte), Niš (sul), e Zagreb (oeste, na Croácia). Belgrado possui seis pontes sobre os rios Sava e Danúbio, sendo as mais importantes a Ponte Branko e a Ponte no Ada que conectam o centro da cidade a Nova Belgrado.
O Porto de Belgrado encontra-se na costa do rio Danúbio. A via fluvial é usada predominantemente para o transporte de mercadorias.

## Política e governo

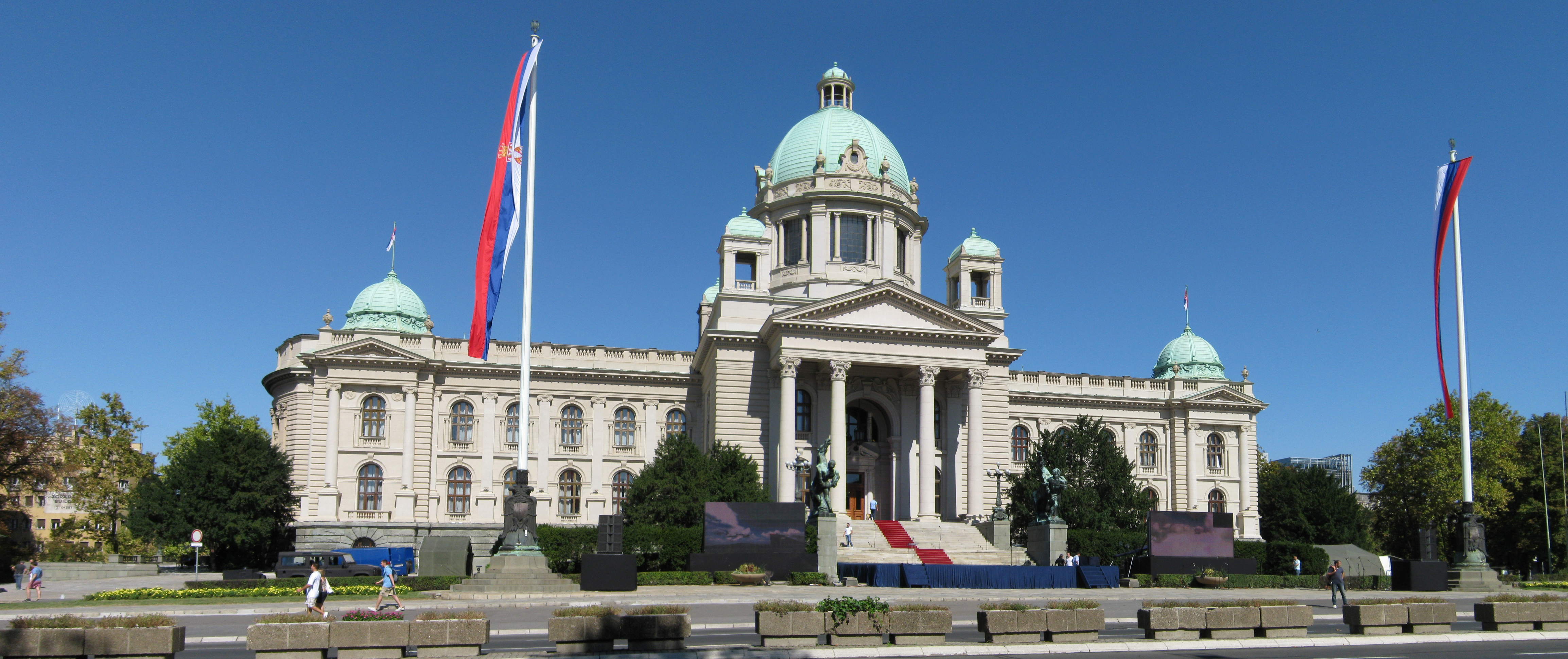
Parlamento da Sérvia

Belgrado tem um status territorial separado dentro da República da Sérvia, cujo ordenamento se encontra regulamentado pela constituição.
O sistema de governo se divide em três corpos:
- A Assembleia da Cidade de Belgrado, com sede no Palácio Antigo, é formada por 90 conselheiros (vereadores) que são eleitos por sufrágio a cada quatro anos. Reúnem-se ao menos uma vez por trimestre e sua principal função é a de administrar a Carta da cidade, aconselhar sobre sua interpretação, aprovar os pressupostos e decidir sobre os planos de urbanismo que afetam as principais infra-estruturas da área metropolitana.
- A Prefeitura da Cidade de Belgrado tem a função de representação da cidade e de atuação executiva em seu nome. O prefeito, que é escolhido ao mesmo tempo que a Assembleia sem necessidade de ser um de seus membros, é assistido por um vice-prefeito e é também o presidente do Conselho da Cidade.
- O Conselho da Cidade, que tem por função a implementação das decisões tomadas pela Prefeitura e pela Assembleia assim como a gestão administrativa e o desenho do pressuposto, é dirigido por uma representação de nove membros, eleitos pela Assembleia por proposta do prefeito, além do próprio prefeito.

O prefeito de Belgrado é, desde 2004, Nenad Bogdanović, membro do Partido Democrático. Ele substituiu Zoran Đinđić, prefeito de Belgrado em 1996, que foi o primeiro a ser eleito de maneira democrática na história recente do país.
Os municípios periféricos dispõem de maiores competências principalmente nas áreas de urbanismo e de gestão de impostos.

## Cultura

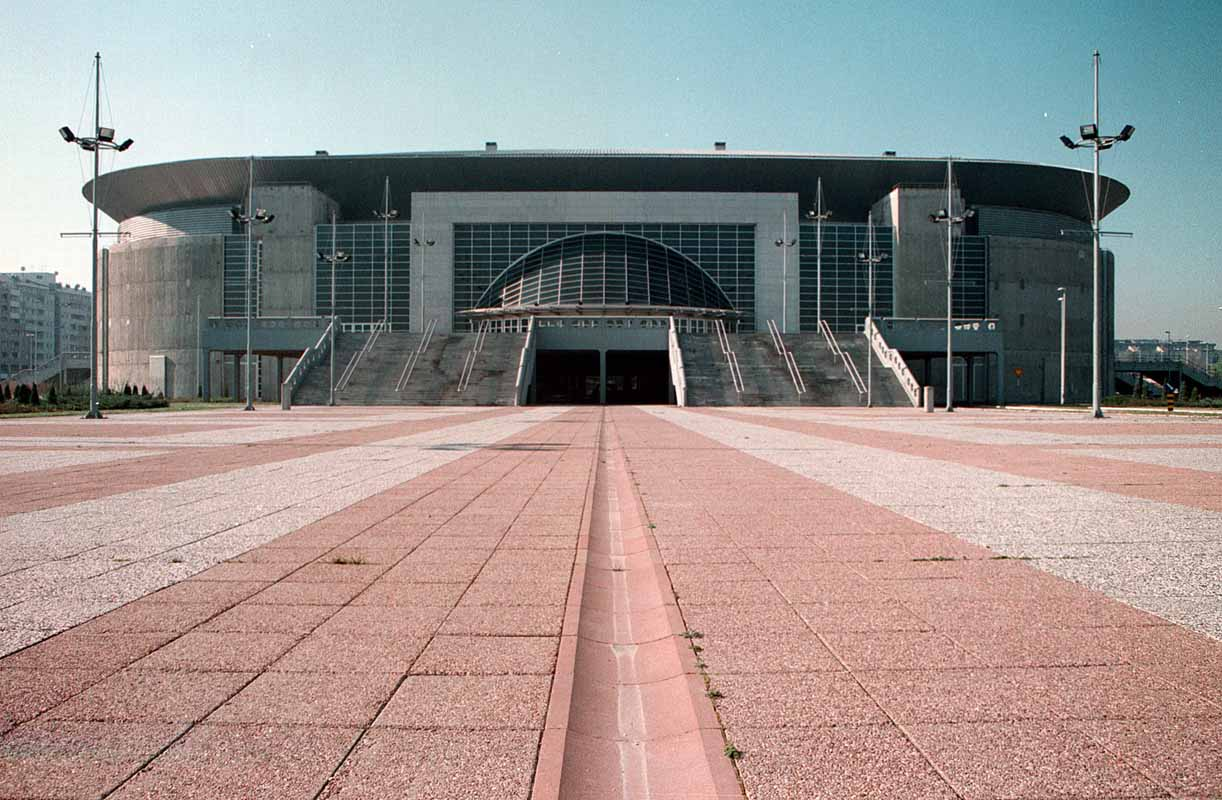
Beogradska Arena

Belgrado abriga anualmente, em média, 9 mil eventos culturais, entre peças teatrais, exposições, concertos, performances, e outros espetáculos. A cidade conta com 40 museus, 61 galerias e espaços de exposição, 17 teatros e 29 cinemas, entre outras dezenas de bibliotecas, associações e entidades culturais. Em Belgrado estão localizadas instituições federais, como a Universidade de Belgrado, Academia Sérvia de Artes e Ciências, a Biblioteca Nacional da Sérvia, Museu Nacional, e a Universidade de Artes. A Cidade de Belgrado é mantenedora de 34 instituições culturais (dez teatros, oito instituições de preservação de patrimônio, quatro bibliotecas, 12 centros culturais e galerias) e apóia a realização de projetos e atividades de mais de cem diferentes estabelecimentos.
A Beogradska Arena é a segunda maior arena do mundo em capacidade e em área construída. É a única grande arena multiúso do país , e em 2008 recebeu o Festival Eurovisão da Canção.

### Turismo
Depois da abertura econômica iniciada em 2000 (ver História da Sérvia), Belgrado voltou a receber um número progressivamente maior de turistas. Tornou-se conhecida nos países vizinhos como uma cidade de vida noturna diversificada e barata. Jovens de países próximos (especialmente das ex-repúblicas da Iugoslávia) viajam centenas de quilômetros para desfrutar os cafés a céu aberto, as casas noturnas nas balsas do rio Sava, a gastronomia das kafanas, a música popular, e a desenvolvida cena underground. Alguns das regiões e monumentos históricos que despertam mais atenção são a Skadarlija, o Kalemegdan (ou Fortaleza de Belgrado), Templo de São Sava, a igreja de São Marcos, Terazije, a Rua do Príncipe Miguel, a Praça Nikola Pašić, entre outros.

### Esportes

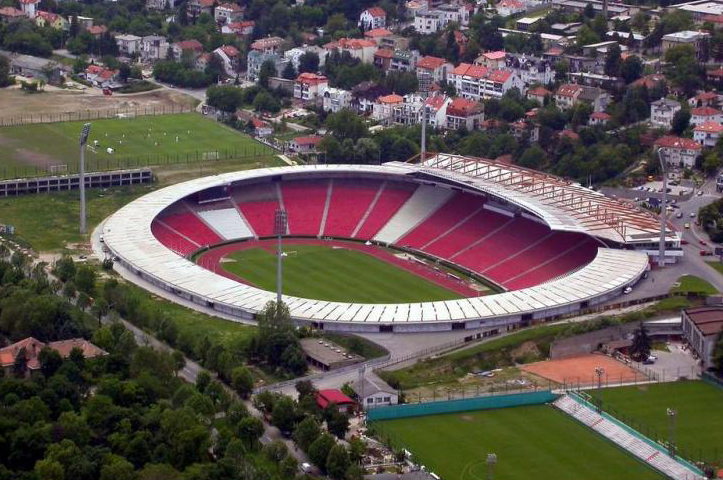
Estádio Estrela Vermelha

Os principais clubes de futebol de Belgrado são o Estrela Vermelha e o Partizan.

## Cooperação internacional
Estas são as cidades irmãs de Belgrado (oficiais):
|                | País           | Cidade   | Local / Distrito / Região / Estado | Data |
| -------------- | -------------- | -------- | ---------------------------------- | ---- |
| Reino Unido    | Reino Unido    | Coventry | West Midlands                      | 1957 |
| Estados Unidos | Estados Unidos | Chicago  | Illinois                           | 2005 |
| Paquistão      | Paquistão      | Laore    | Punjabe                            | 2007 |
| Israel         | Israel         | Tel Aviv | Distrito de Tel Aviv               | 1990 |
| Áustria        | Áustria        | Viena    | Viena                              | 2003 |

Algumas das cidades municipais estão também ligadas a outras cidades mais pequenas ou distritos de outras cidades grandes, mas para mais detalhes, ver os respectivos artigos principais.
Outras cidades com quem tem acordos de cooperação e de amizade:
|                      | País                 | Cidade     | Local / Distrito / Região / Estado | Data | Forma                                               |
| -------------------- | -------------------- | ---------- | ---------------------------------- | ---- | --------------------------------------------------- |
| Grécia               | Grécia               | Atenas     | Ática                              | 1966 | Acordo em amizade e cooperação                      |
| Bósnia e Herzegovina | Bósnia e Herzegovina | Banja Luka | República Sérvia                   | 2005 | Acordo em amizade                                   |
| China                | China                | Pequim     |                                    | 1980 | Acordo em amizade                                   |
| Alemanha             | Alemanha             | Berlim     | Berlim                             | 1978 | Acordo em amizade e cooperação                      |
| Alemanha             | Alemanha             | Düsseldorf | Renânia do Norte-Vestfália         | 2004 | Acordo em Cooperação                                |
| Cuba                 | Cuba                 | Havana     | Havana                             | 2007 | Acordo em fratenização                              |
| Ucrânia              | Ucrânia              | Quieve     | Quieve                             | 2002 | Acordo em cooperação                                |
| Espanha              | Espanha              | Madri      | Comunidade de Madri                | 2001 | Acordo em cooperação                                |
| Itália               | Itália               | Milão      | Lombardia                          | 2000 | Memorando de acordo, programa de cidade para cidade |
| Rússia               | Rússia               | Moscovo    | Distrito Federal Central           | 2002 | Programa de cooperação                              |
| Itália               | Itália               | Roma       | Lácio                              | 1971 | Acordo em amizade e cooperação                      |

Letras a negrito indicam as cidades formais da ex-Jugoslávia:
| - Ljubljana, Eslovénia (Letter of Intent, outubro de 2003) (Assinado com Zagreb também) - Escópia, Macedônia do Norte (Letter of Intent, junho de 2006) - Zagrebe, Croácia (Letter of Intent, outubro de 2003) (Assinado também com Ljubljana) - Podgorica, Montenegro (2006) |

Outras amizades (em reserva):
| - Prnjavor, Bósnia e Herzegovina - Belgrado, Bélgica - Trípoli, Líbia - Túnis, Tunísia |

A cidade de Belgrado recebeu várias honras nacionais e internacionais, incluindo da França, a Legião de Honra em 1920, da Tchecoslováquia, o War Cross, da Sérvia, a Estrela de Jorge Negro com espadas e da Republica Social Federalista da Iugoslávia, a Ordem do Herói Nacional (proclamada a 2 de outubro de 1974, no aniversário do nazismo, durante a ocupação durante a II Guerra Mundial). Em 2006, a revista Financial Times e o Foreign Direct Investment concederam a Belgrado o título de Cidade do Futuro do Sudeste Europeu.

## Pessoas de Belgrado
Abaixo há uma pequena lista de alguns dos mais importantes moradores de Belgrado:
- Novak Đoković
- Jelena Janković
- Ana Ivanović
- Karim Rashid
- Bruce Sterling
- Sétimo Severo
- Flávio Cláudio Joviano
- Átila, o Huno
- Estêvão Dragutino
- Estêvão Uresis IV
- Estêvão Lazarević
- Dositej Obradović
- Danilo Kiš
- Miloš Obrenović
- Vuk Karadžić
- Stevan Stojanović Mokranjac
- Marina Abramović
- Vladimir Veličković
- Milutin Milanković
- Dušan Makavejev
- Slobodan Šijan
- Nebojša Pajkić
- Dušan Kovačević
- Milorad Pavić
- Ivo Andrić
- Dragutin Gavrilović
- Meša Selimović
- Josip Broz Tito
- Slobodan Milošević
- Zoran Đinđić